# خامسة (أسطورة)

عين الخمسة، تعويذة مصنوعة لدرء العين الحاسدة.

الخامسة هي شكل راحة اليد [الفرنسية] المستعملة في عدة ثقافات بشرية.

## وصف
وفي الشرق الأوسط، توجد العين الزرقاء أو الخضراء بأشكال عديدة في «يد الخمسة» وهي تعويذة ضد العين بشكل يد لها خمسة أصابع ولذلك سميت بـ«يد الخمسة»، وفي الثقافة اليهودية تسمى يد الخمسة بـ «يد مريم» وبعض المجتمعات الأسلامية يسمونها بـ«يد فاطمة». إلا أن عند المسلمين، أي رمز أو مجسم يحمي من العين ماهو إلا خرافات ليس لها صحة من الكلام، ففي الإسلام الله وحده هو الحامي ضد أي مكروه.